# Amt Schlettau
Das Amt Schlettau war eine zum Amt Grünhain gehörende territoriale Verwaltungseinheit des Kurfürstentums Sachsen. Sie lag wie diese im Erzgebirgischen Kreis. Hauptort des Amtes war die gleichnamige Stadt Schlettau mit dem Schloss Schlettau.
Bis zum Ende der sächsischen Ämterverfassung im Jahr 1856 bildete es den räumlichen Bezugspunkt für die Einforderung landesherrlicher Abgaben und Frondienste, für Polizei, Rechtsprechung und Heeresfolge.

## Geographische Ausdehnung
Das Gebiet des Amtes Schlettau befand sich südlich der heutigen Stadt Annaberg-Buchholz im Erzgebirgskreis und reichte vom Oberlauf der Zschopau und der Sehma bis zum Pöhlbach. Höchste Erhebung des Gebiets war der Bärenstein mit 898 Metern Höhe.

## Angrenzende Verwaltungseinheiten
| Amt Grünhain    | Mühlenamt Annaberg                          |                   |
|                 | Kompassrose, die auf Nachbargemeinden zeigt | Amt Wolkenstein   |
| Amt Crottendorf | Amt Crottendorf                             | Königreich Böhmen |

## Geschichte
Das Amt Schlettau war ursprünglich eine böhmische Herrschaft der Schönburger und unterstand der Oberhoheit des böhmischen Königs. 1351 erhielten Friedrich und Bernhard von Schönburg-Hassenstein (Hasištejn), Preßnitz und Schlettau den Ort Schlettau als Lehen. 1413 kam die Pflege Schlettau mit den dazugehörenden Besitzungen Kranzahl, halb Königswalde, Kuhnersdorf, Sehma, Waltersdorf und den Buchenwald in einem Tauschgeschäft zum Kloster Grünhain. Seit der Leipziger Teilung im Jahr 1485 gehörte es mit den grünhainischen Besitzungen zur ernestinischen Linie der Wettiner. Das Amt Schlettau wurde 1536 nach der Auflösung des Grünhainer Klosters (Einführung der Reformation) eingerichtet und kurz darauf mit dem Amt Grünhain vereinigt. Seit 1547 war das Gebiet albertinisch. Das Amt Grünhain bestand bis 1856 als Teil des Erzgebirgischen Kreises. Danach kam das Kerngebiet um Grünhain zur Amtshauptmannschaft Schwarzenberg und das Unteramt Schlettau zur Amtshauptmannschaft Annaberg.

## Zugehörige Orte
| Ort                     | heutige Ortszugehörigkeit | Bemerkungen                                           |
| ----------------------- | ------------------------- | ----------------------------------------------------- |
| Stadt Schlettau         | Stadt Schlettau           | mit dem Schloss Schlettau                             |
| Walthersdorf            | Gemeinde Crottendorf      |                                                       |
| Cranzahl                | Gemeinde Sehmatal         |                                                       |
| Sehma                   | Gemeinde Sehmatal         |                                                       |
| Bergstadt Buchholz      | Stadt Annaberg-Buchholz   | Ende des 15. Jahrhunderts angelegt; nach 1700 zum Amt |
| Cunersdorf              | Stadt Annaberg-Buchholz   |                                                       |
| Königswalde (Amtsseite) | Gemeinde Königswalde      |                                                       |
| Bärenstein              | Gemeinde Bärenstein       | um 1500 entstanden                                    |
| Stahlberg               | Gemeinde Bärenstein       | im 17. Jahrhundert von Exulanten gegründet            |